# Ligne principale Chichibu
La ligne principale Chichibu (秩父本線, Chichibu-honsen) est une ligne ferroviaire de la compagnie Chichibu Railway dans la préfecture de Saitama au Japon. Elle relie la gare de Hanyū à Hanyū à la gare de Mitsumineguchi à Chichibu.

## Histoire
La ligne est ouverte par étapes entre 1901 et 1930.

## Caractéristiques

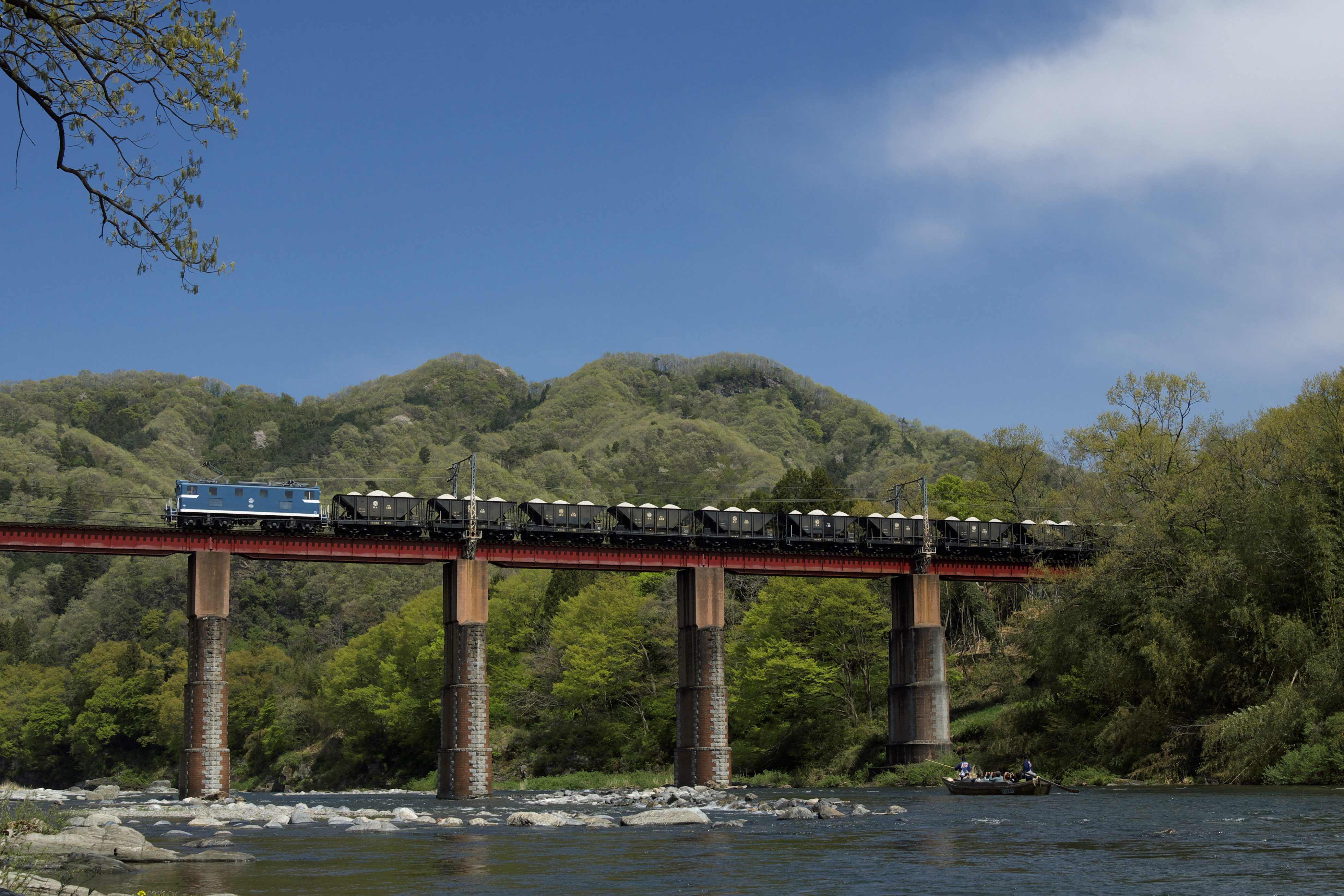
Train de marchandise sur le viaduc Oyahana.

### Services et interconnexions
La ligne est parcourue par des services omnibus et rapides. Certains trains continuent sur la ligne Seibu Chichibu à Ohanabatake.
Un train à vapeur, le Paleo Express, effectue un aller-retour entre Kumagaya et Mitsumineguchi les week-ends et certains jours de semaine.
La ligne est également parcourue par des trains de marchandises.

### Liste des gares
| Gare                      | Nom japonais       | Distance depuis Hanyū (km) | Correspondances                                            | Localisation |
| ------------------------- | ------------------ | -------------------------- | ---------------------------------------------------------- | ------------ |
| Hanyū                     | 羽生               | 0                          | Tōbu : Isesaki                                             | Hanyū        |
| Nishi-Hanyū               | 西羽生             | 1,2                        |                                                            | Hanyū        |
| Shingō                    | 新郷               | 2,6                        |                                                            | Hanyū        |
| Bushū-Araki               | 武州荒木           | 4,8                        |                                                            | Gyōda        |
| Higashi-Gyōda             | 東行田             | 7,3                        |                                                            | Gyōda        |
| Gyōdashi                  | 行田市             | 8,3                        |                                                            | Gyōda        |
| Mochida                   | 持田               | 10,1                       |                                                            | Gyōda        |
| Socio Distribution Center | ソシオ流通センター | 11,6                       |                                                            | Kumagaya     |
| Kumagaya                  | 熊谷               | 14,9                       | JR East : Jōetsu Shinkansen, Hokuriku Shinkansen, Takasaki | Kumagaya     |
| Kami-Kumagaya             | 上熊谷             | 15,8                       |                                                            | Kumagaya     |
| Ishiwara                  | 石原               | 17,0                       |                                                            | Kumagaya     |
| Hirose-Yachōnomori        | ひろせ野鳥の森     | 18,5                       |                                                            | Kumagaya     |
| Ōasō                      | 大麻生             | 20,3                       |                                                            | Kumagaya     |
| Aketo                     | 明戸               | 22,9                       |                                                            | Fukaya       |
| Takekawa                  | 武川               | 24,8                       | Chichibu Railway : Mikajiri (ligne fret)                   | Fukaya       |
| Nagata (ja)               | 永田               | 27,1                       |                                                            | Fukaya       |
| Fukaya Hanazono (ja)      | ふかや花園         | 28,2                       |                                                            | Fukaya       |
| Omaeda                    | 小前田             | 30,5                       |                                                            | Fukaya       |
| Sakurazawa                | 桜沢               | 31,9                       |                                                            | Yorii        |
| Yorii                     | 寄居               | 33.8                       | JR East : Hachikō Tōbu : Tōjō                              | Yorii        |
| Hagure                    | 波久礼             | 37,7                       |                                                            | Yorii        |
| Higuchi                   | 樋口               | 42,1                       |                                                            | Nagatoro     |
| Nogami                    | 野上               | 44,7                       |                                                            | Nagatoro     |
| Nagatoro                  | 長瀞               | 46,5                       |                                                            | Nagatoro     |
| Kami-Nagatoro             | 上長瀞             | 47,6                       |                                                            | Nagatoro     |
| Oyahana                   | 親鼻               | 49,2                       |                                                            | Minano       |
| Minano                    | 皆野               | 50,8                       |                                                            | Minano       |
| Wadō-Kuroya               | 和銅黒谷           | 53,4                       |                                                            | Chichibu     |
| Ōnohara                   | 大野原             | 56,6                       |                                                            | Chichibu     |
| Chichibu                  | 秩父               | 59,0                       |                                                            | Chichibu     |
| Ohanabatake               | 御花畑             | 59,7                       | Seibu : Chichibu (à Seibu-Chichibu) (interconnexion)       | Chichibu     |
| Kagemori                  | 影森               | 62,4                       |                                                            | Chichibu     |
| Urayamaguchi              | 浦山口             | 63,8                       |                                                            | Chichibu     |
| Bushū-Nakagawa            | 武州中川           | 66,2                       |                                                            | Chichibu     |
| Bushū-Hino                | 武州日野           | 67,7                       |                                                            | Chichibu     |
| Shiroku                   | 白久               | 70,4                       |                                                            | Chichibu     |
| Mitsumineguchi            | 三峰口             | 71,7                       |                                                            | Chichibu     |

## Materiel roulant

### Automotrices

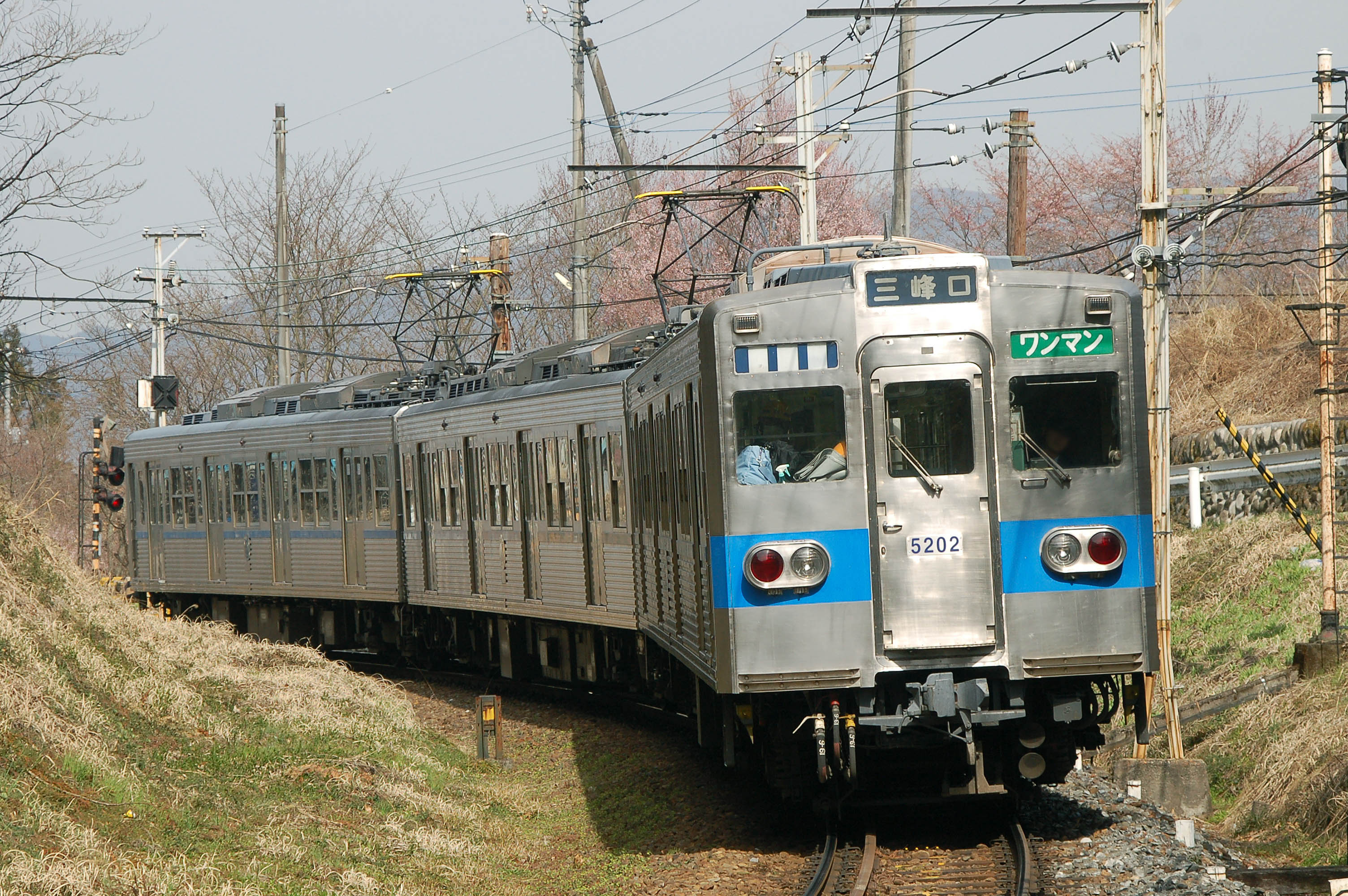
Série 5000
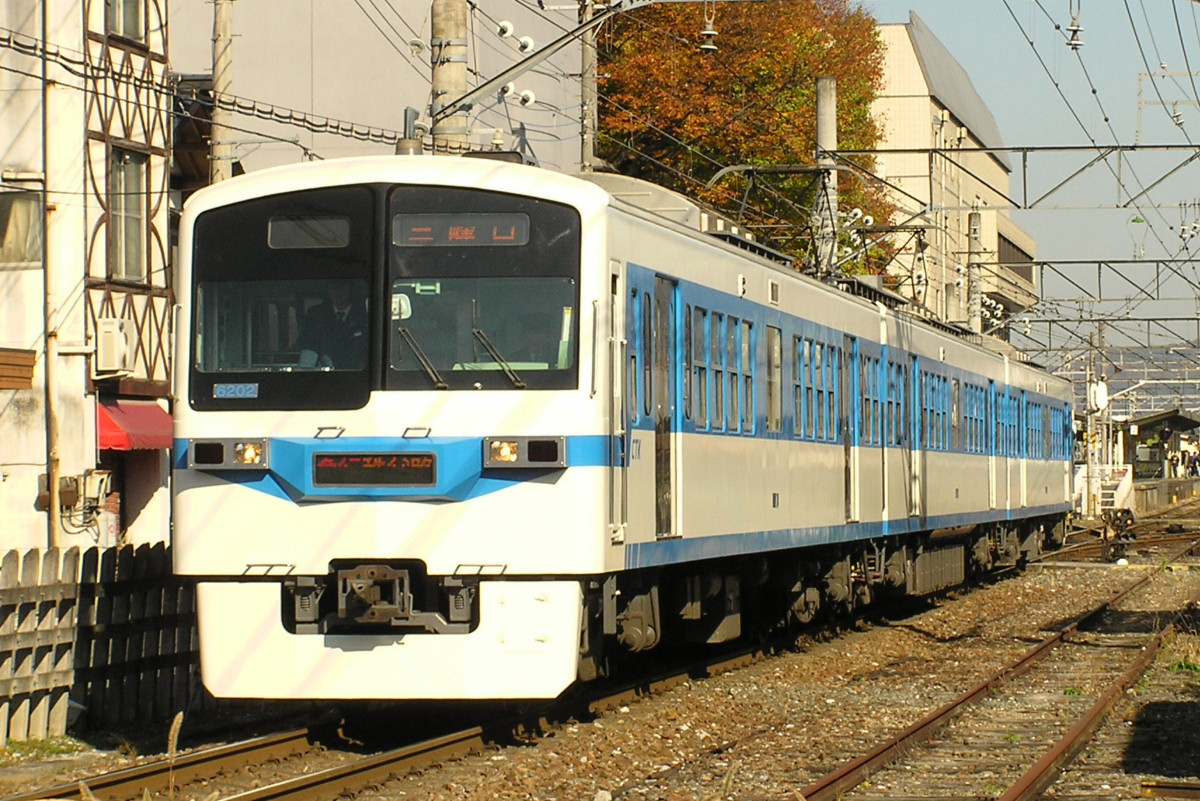
Série 6000
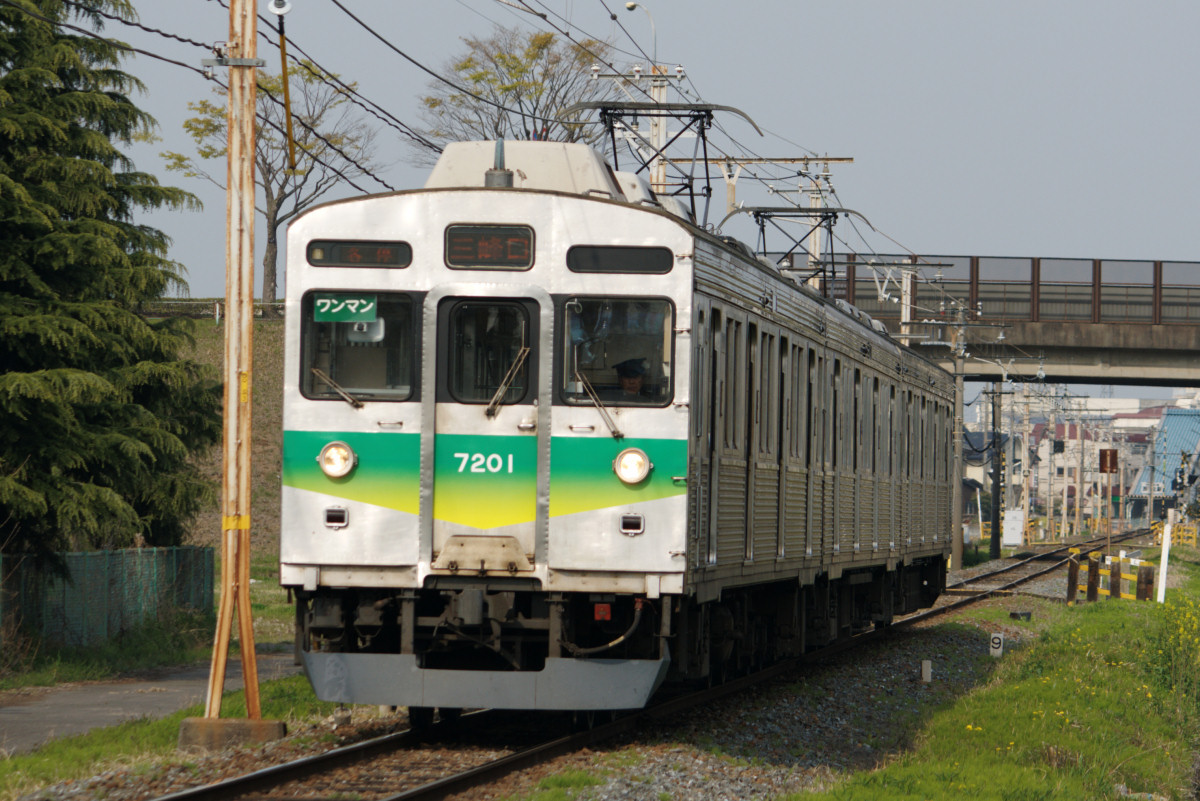
Série 7000
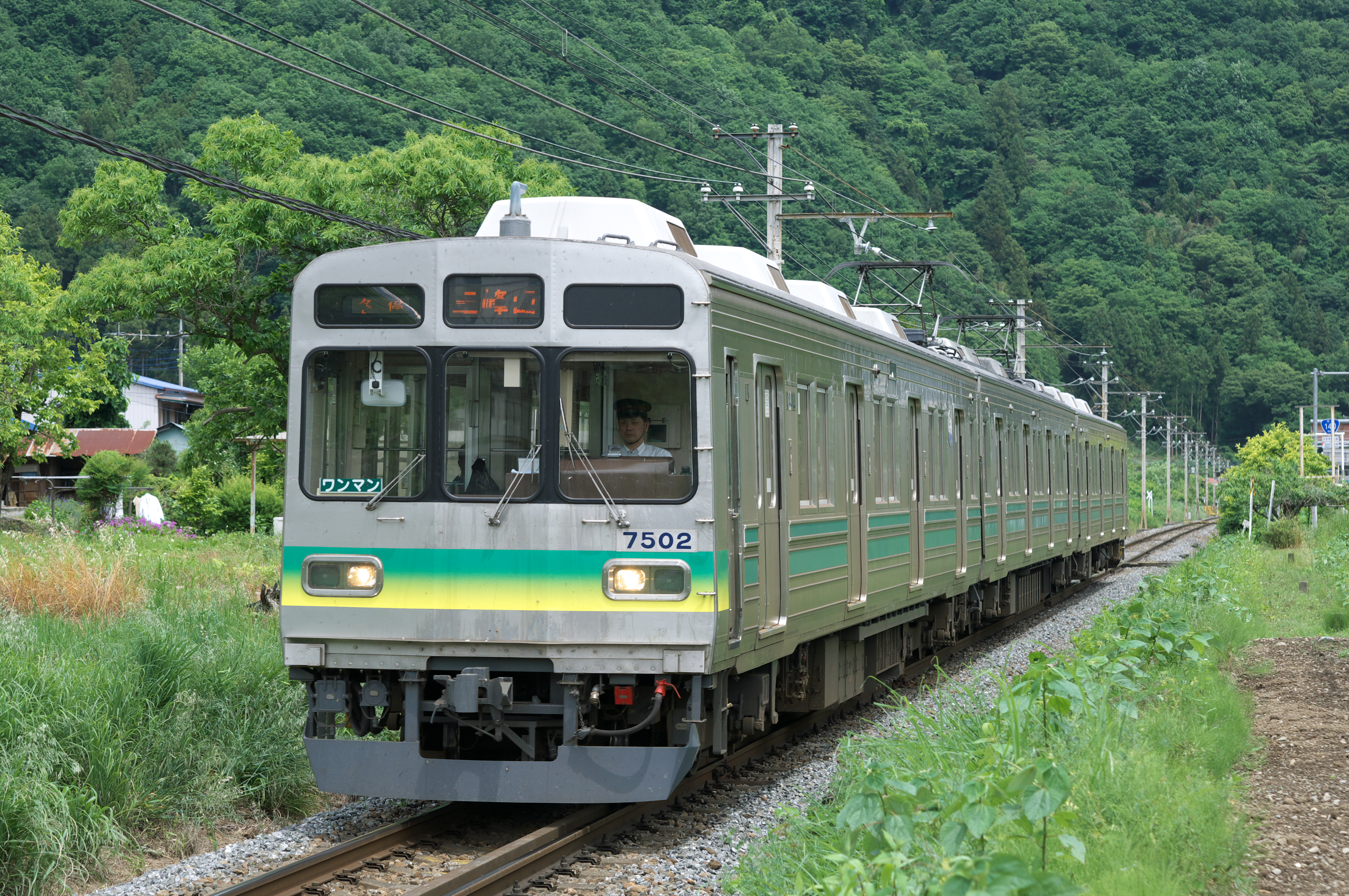
Série 7500
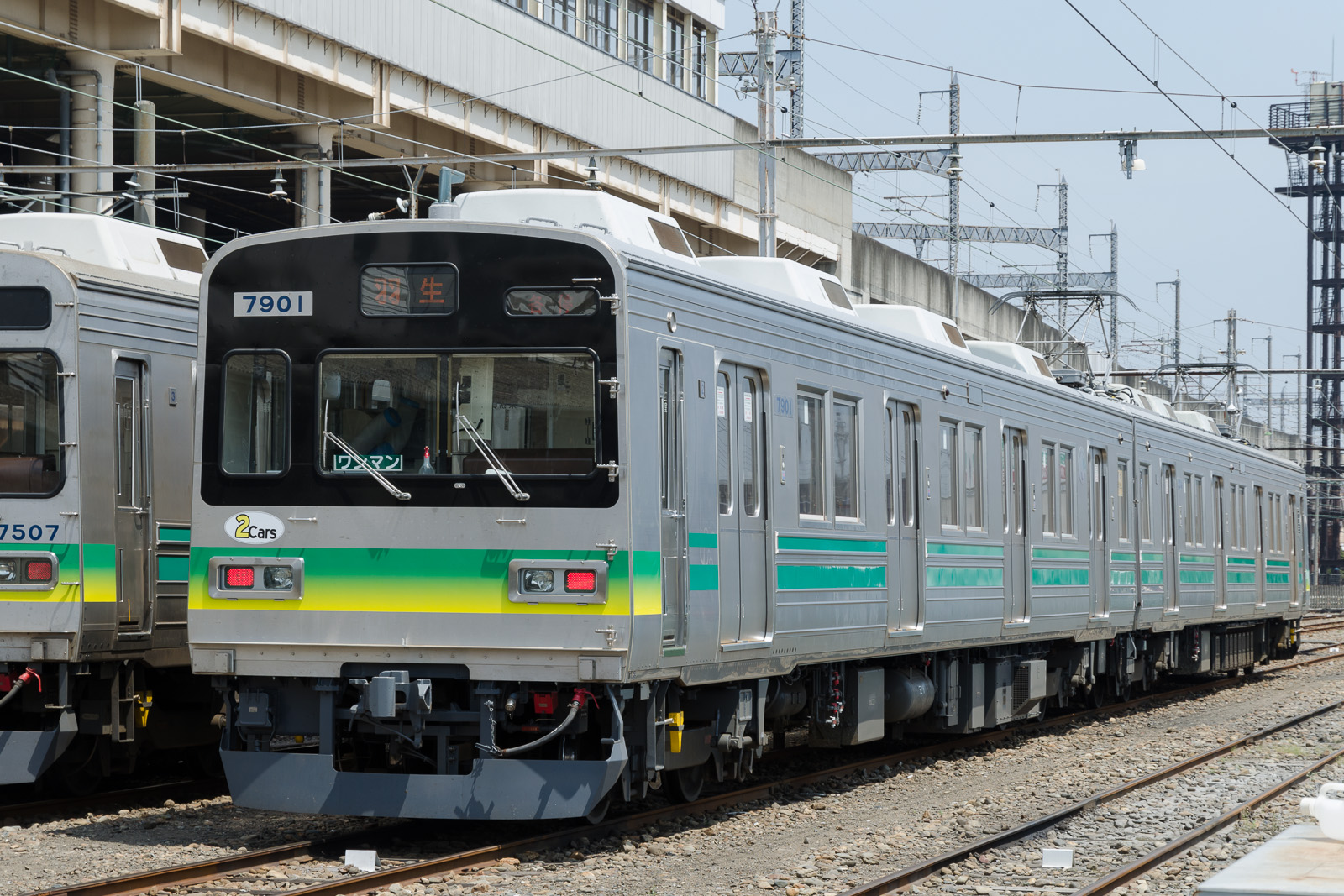
Série 7800
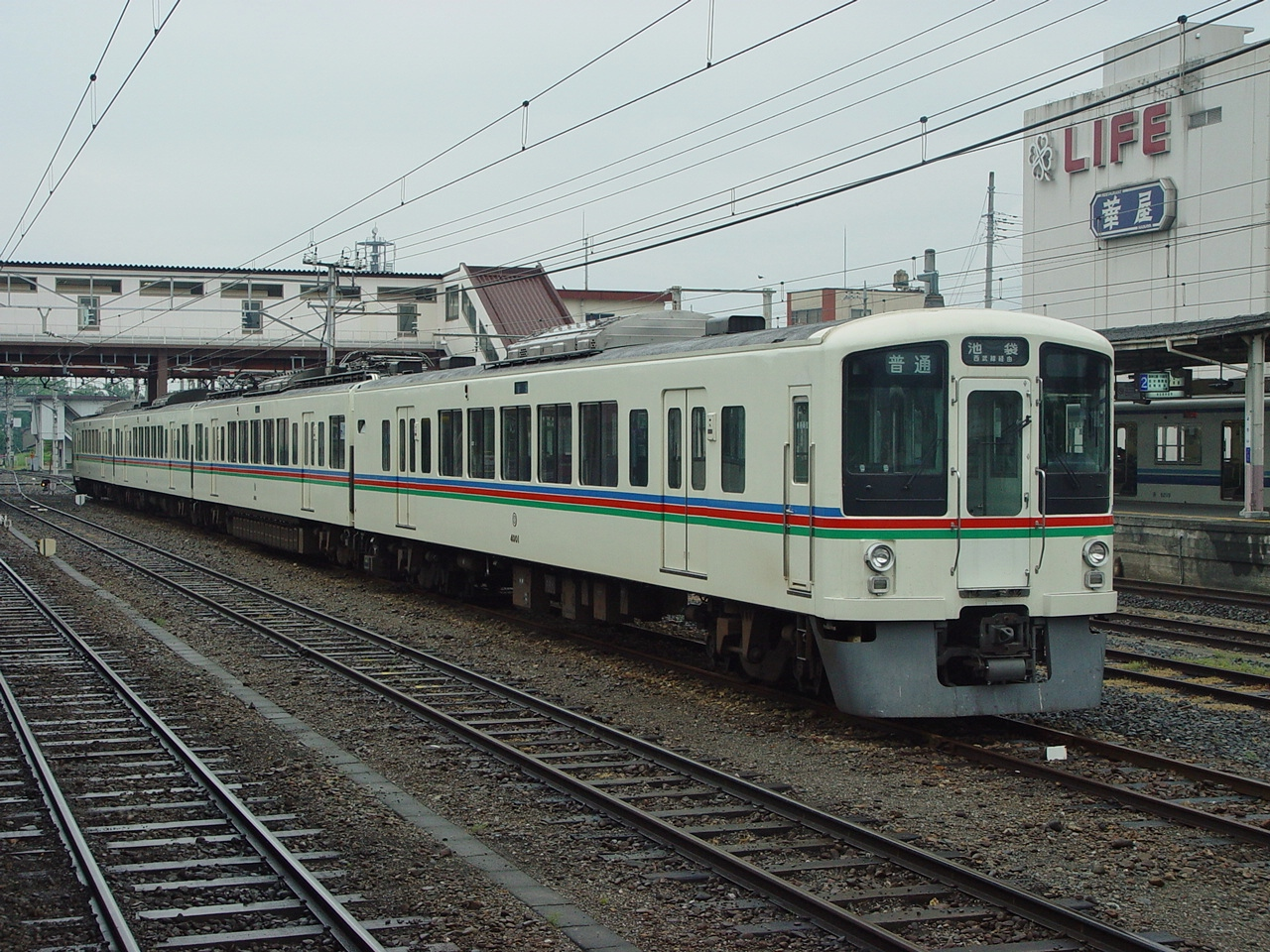
Seibu série 4000

### Locomotives

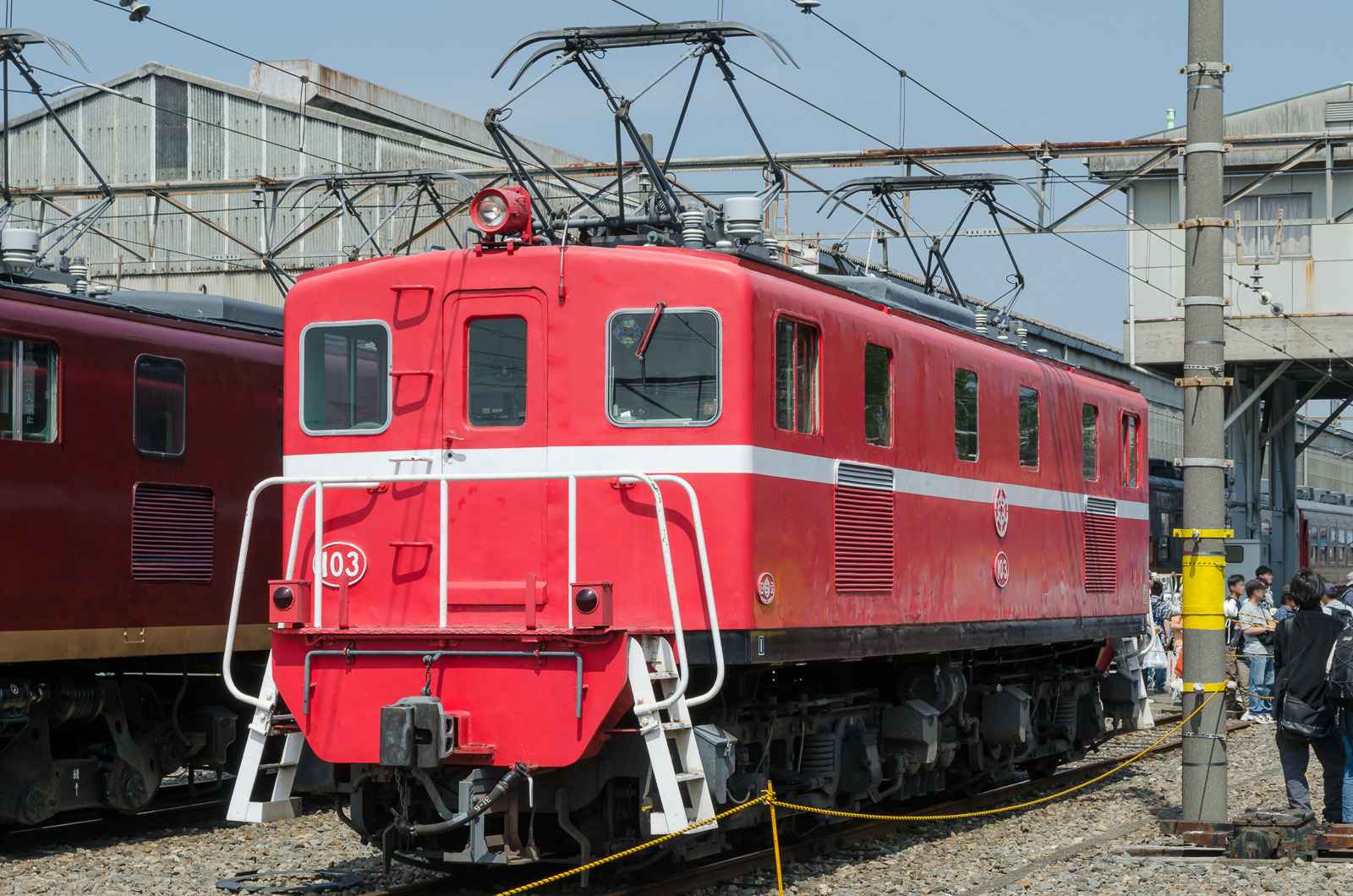
DeKi 100
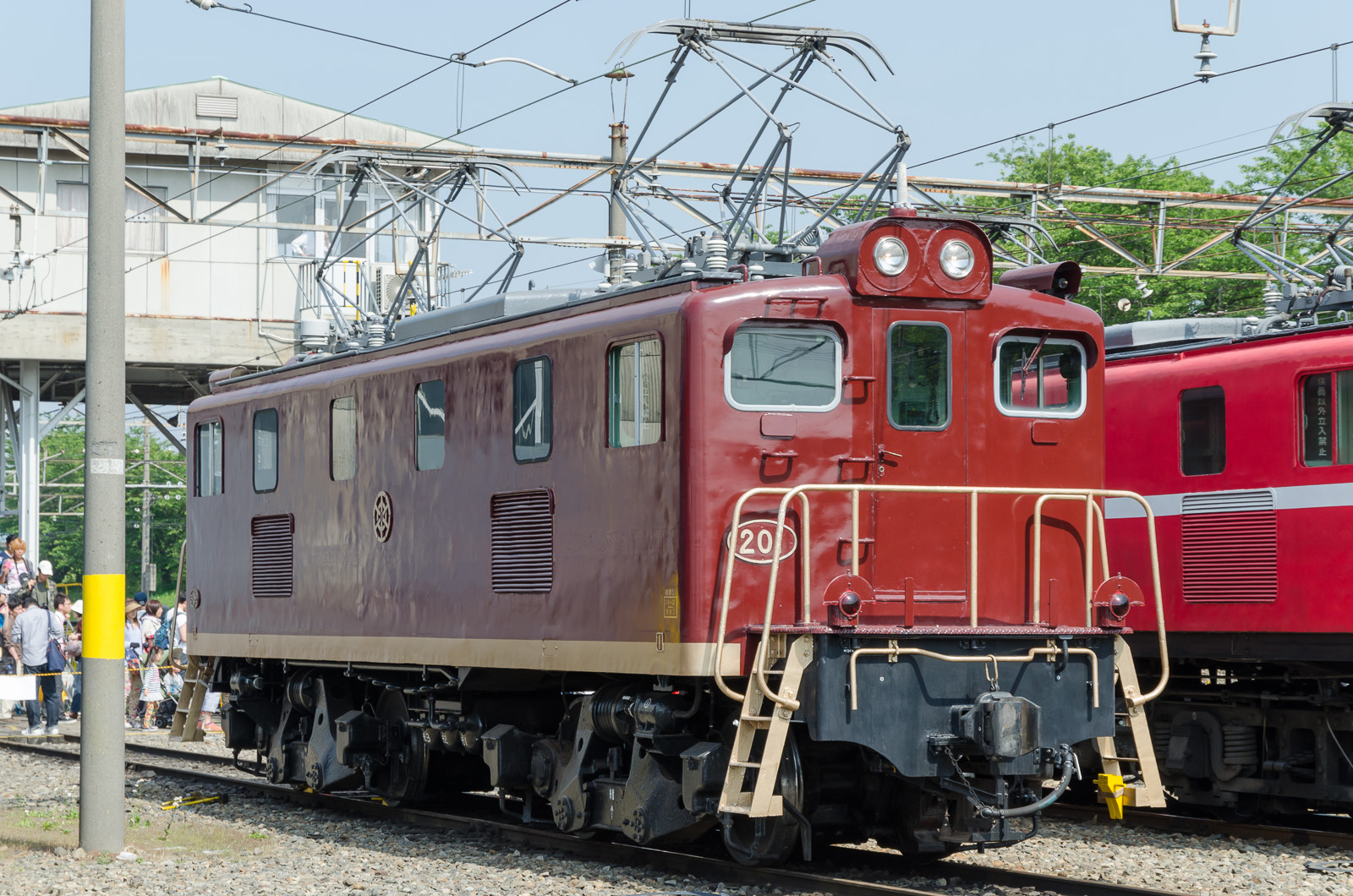
DeKi 200
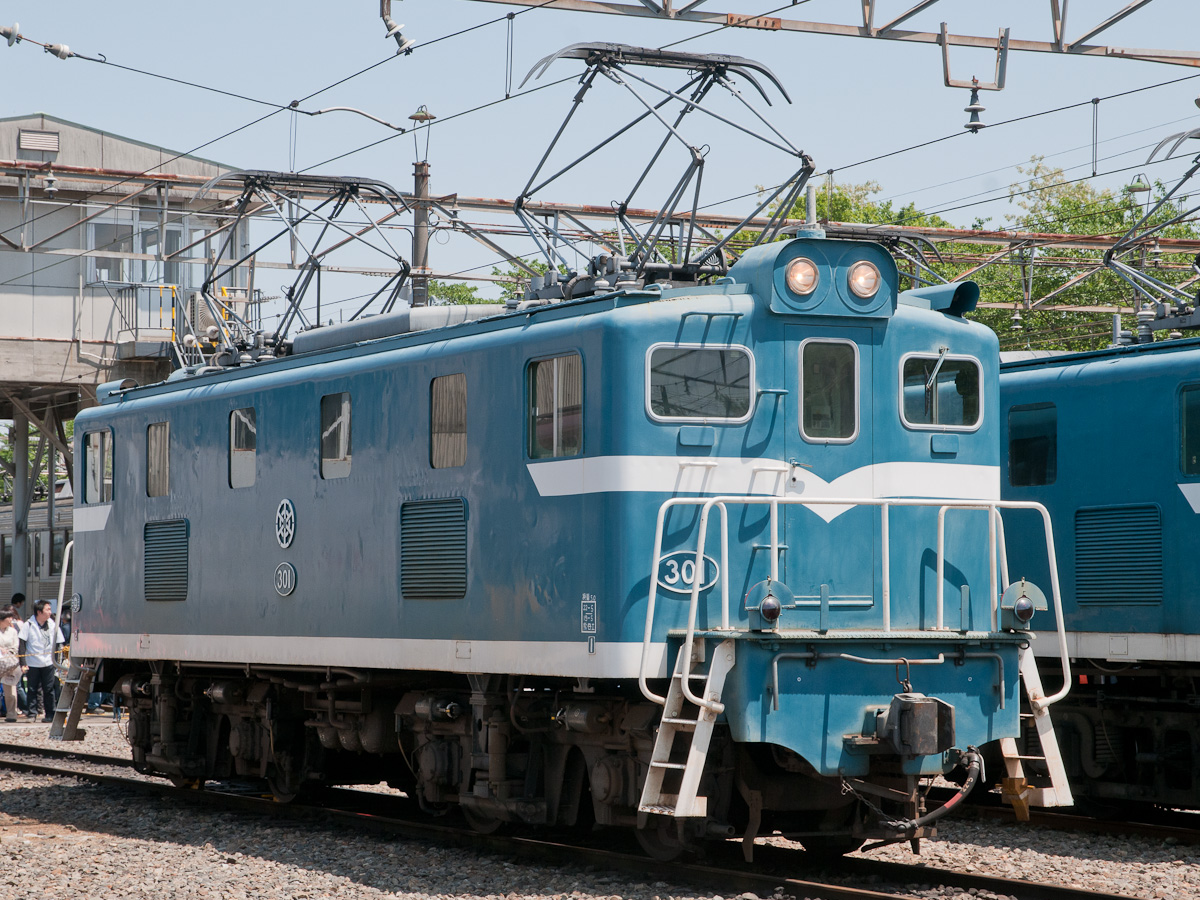
DeKi 300
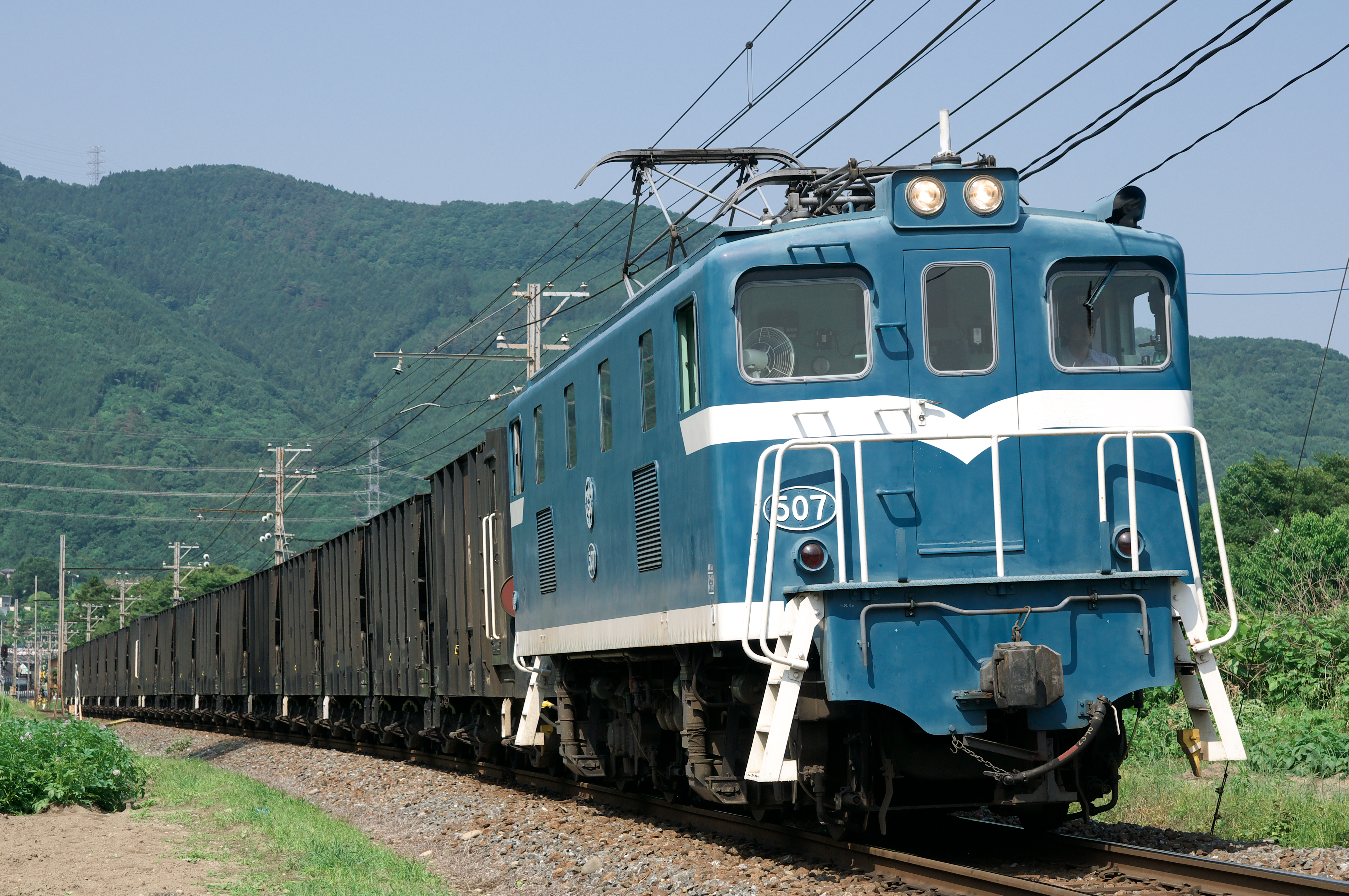
DeKi 500
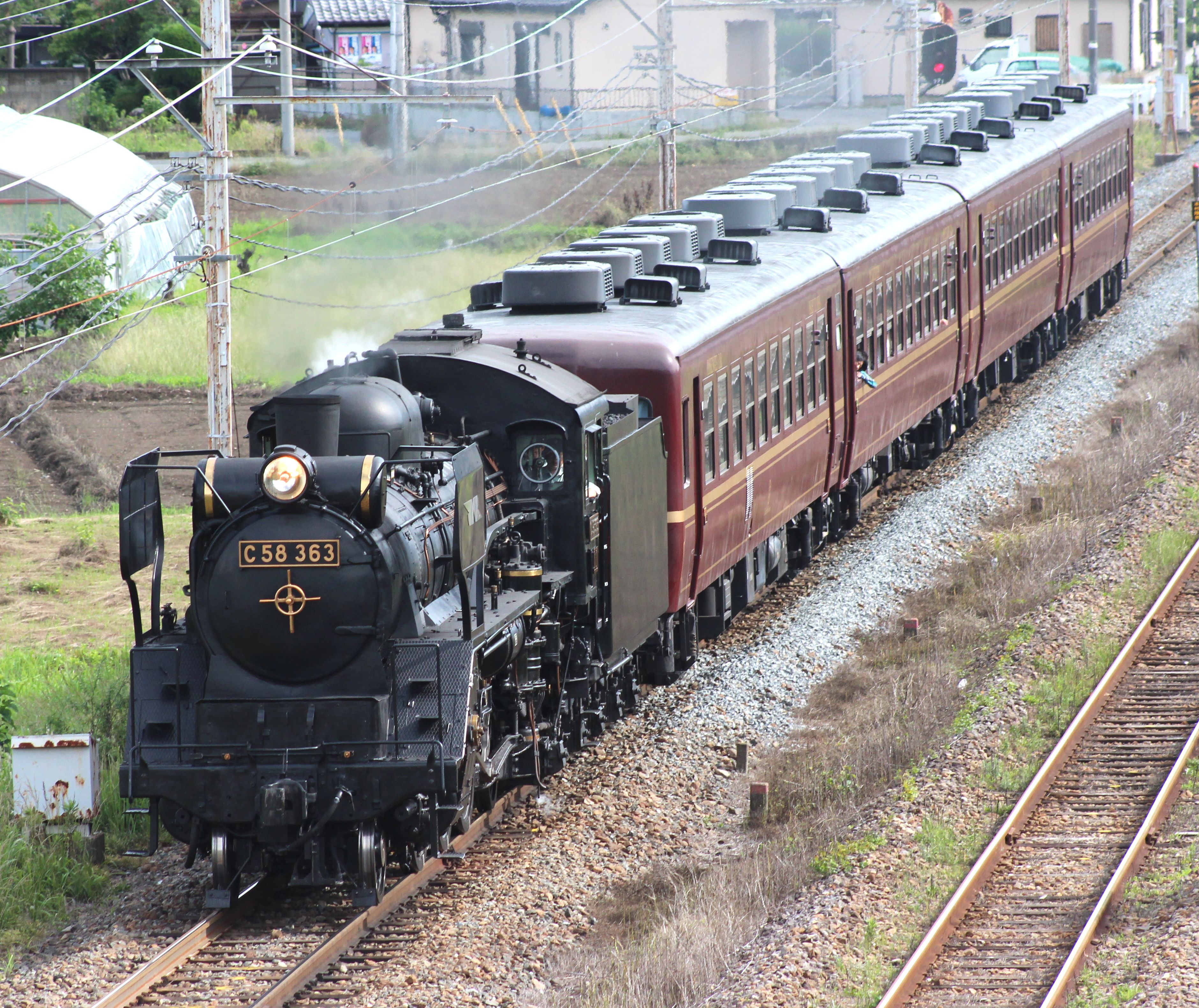
C58 363 "Paleo Express"